# 日田祇園祭

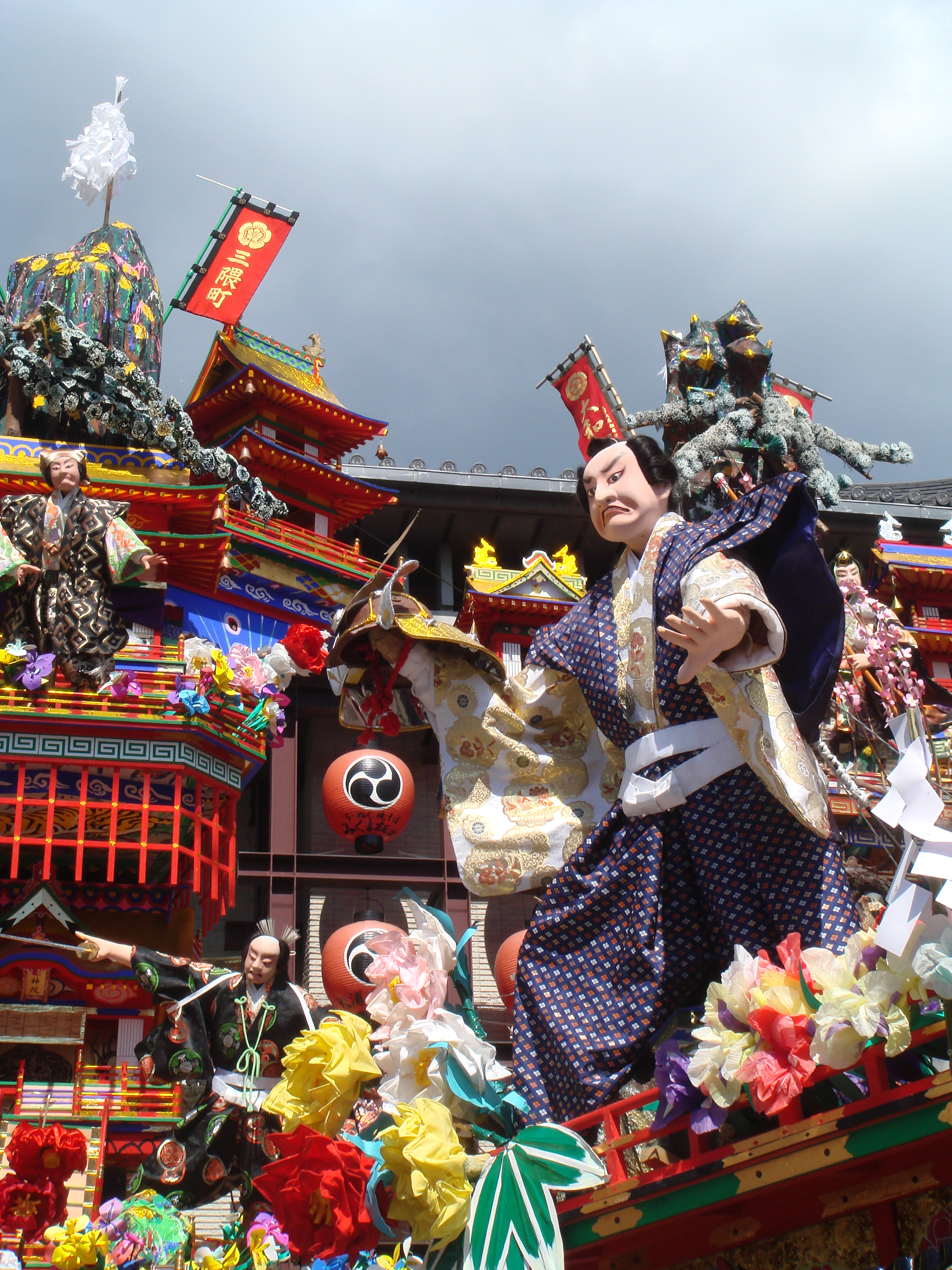
隈八坂神社前に集合した山鉾

日田祇園祭（ひたぎおんまつり）は、大分県日田市で行われる曳山行事を含む厄除け神事である。

## 概要
京都府京都市の祇園祭を手本とした祇園祭の一つ。豆田地区の豆田八阪神社、隈地区の隈八坂神社、及び、竹田地区の竹田若八幡宮（若宮神社）で行われる。
小屋入り（山鉾の建造開始）から薮入り（行事参加者の慰労会）までを合せると二十数日間にわたって行われる行事で、祭典の一環である曳山行事は毎年7月20日過ぎの土日に行われる。この間、巡行を行う山鉾は、豆田地区（港町・下町・中城町・上町）4基、隈・竹田地区（大和町・川原町・若宮町・三隈町）4基と、八坂神社の平成山鉾の計9基。このほか、旧上横町の山鉾1基を合わせて計10基が現存しており、日田祇園山鉾会館には、隈・竹田地区の山鉾4基、平成山鉾1基、旧上横町の山鉾1基の計6基が常時展示されている。山鉾以外に、八坂神社と竹田若八幡宮の神輿も行列を率いて巡行する。

## 歴史
四百余年前に、日隈城内にあった八坂神社が日隈城廃城のおりに現在の隈、寺町付近に移され（現八坂神社）、その後厄除け神事が行われるようになった。
寛文年間（1660年 - 1672年）頃にはすでに、杉の葉枝などを盛り、幕で飾った曳山があり、太鼓などで囃して巡行していたと長嶋家の古文書にある。
江戸時代中期の正徳4年（1714年）、南条代官のとき、京都の祇園山・鉾を手本として本格的な山鉾が造られるようになった。
1972年（昭和47年）6月12日に「隈の祇園会」として日田市の無形文化財、1984年（昭和59年）3月30日に「日田祇園会」として大分県の無形民俗文化財、1996年（平成8年）に「日田祇園の曳山行事」として国の重要無形民俗文化財の指定を受けている。また、2016年（平成28年）には「山・鉾・屋台行事」のひとつとしてユネスコ無形文化遺産に選定されている。

## 祭事の主な日程

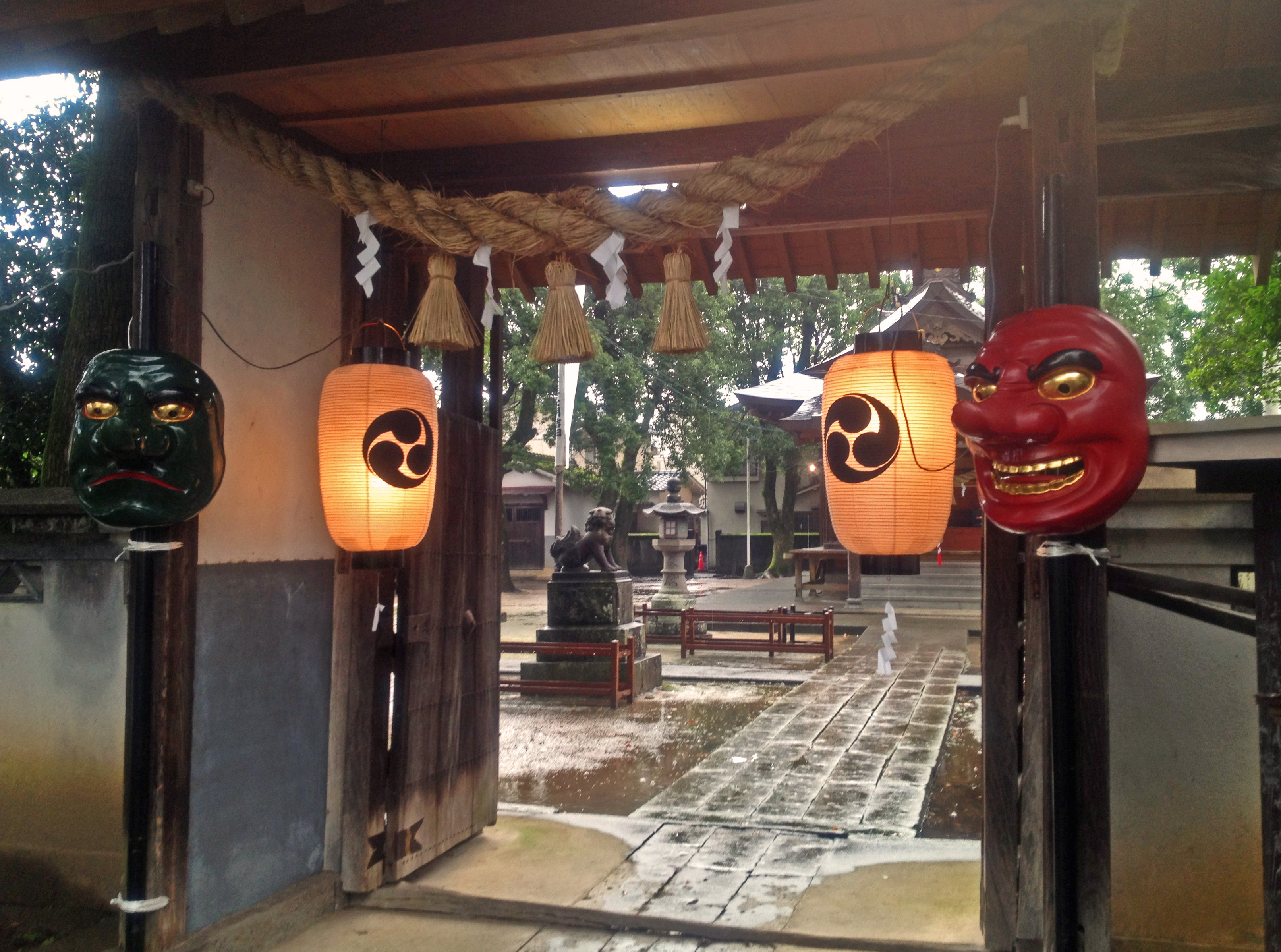
祇園祭期間中の竹田若八幡宮

山鉾の巡行が行われる1週間前の土曜日深夜に、「神輿洗い」を行う。神輿洗いは、町内に疫をもたらす神を荒神神輿に引き連れて、川で禊を行う神事である。
続いて「流れ曳き」を行い、巡行の安全を確かめる。3日続けて山鉾を曳いてはならないという掟があり、流れ曳きは巡行本番の2日前に行われる。1989年（平成元年）から日田駅前で行われている集団顔見世は、流れ曳きを利用したものである。
曳山行事の本番は、かつては、隈・竹田地区で旧暦の6月10日と6月11日、豆田地区で旧暦の6月14日と6月15日に行われていたが、明治以降は3地区とも旧暦6月13日-15日に統一され、1971年（昭和46年）より、7月20日過ぎの土曜日と日曜日に行われるようになった。

## 囃子
囃子は、文化年間（1804年 - 1818年）に日田郡代の目明であった小山徳太郎が長崎で明笛を習得し、それを祇園囃子として使用したのが始まりである。篠笛を主旋律に、太鼓、小太鼓、三味線で構成され、江戸中期から明治・大正までの俗曲や端唄などを元にした30数曲目が演奏される。特に篠笛は京祇園のものと違い明笛という竹紙を貼るもので、内にこもったような音を出す。

### 曲目
曲目は、山小屋に納める時や出発するときなどに演奏される役物と、通常の巡行中に演奏される道囃子とがある。道囃子はさらに、穏やかな曲調の「十四日もの」と、囃し立てる「十五日もの」とがある。
役物
- パイロン
- 吹上観音（ふきあげかんのん）
- 花猩々（はなしょうじょう）
- 萬歳（まんざい）

道囃子
- いろは歌（いろはうた）
- 梅ヶ軒端（うめがのきば）
- 奥州白坂（おうしゅうしらさか）
- お染久松（おそめひさまつ）
- さみがえ
- 裏の名（うらのな）
- 玉たれ（たまたれ）
- お婆どこに（おばばどこに）
- 蝶々止まれば（ちょうちょうとまれば）
- 頃は卯月（ころはうずき）
- 水郷節（すいきょうぶし
- 蔦かづら（つたかずら）
- 羽織着せ掛け（はおりきせかけ）
- 一の谷（いちのたに）
- 酒のみゃしゃんせ（さけのみゃしゃんせ）
- 花見月（はなみづき）
- 夕暮れ（ゆうぐれ）
- 帆上げた舟（ほあげたふね）
- ほんに思えば
- 八重桜（やえざくら）
- 桜霧島（さくらきりしま）
- 屋根の烏（やねのからす）
- 土手の蛙（どてのかわず）
- 異国渡り（いこくわたり）
- 徒な世界（あだなせかい）
- 螢虫（ほたるむし）
- 高砂落葉衣（たかさごおちばごろも）
- 我しが在所（わしがざいしょ）

### 類似する祇園囃子
類似する囃子には浜崎祇園山笠や日田系の吉井祇園・片ノ瀬祇園や九重下旦祇園山鉾のものがある。九重下旦のものは、浜崎祇園の関係者から習ったといわれており、寅市（寅一）など日田のものにはない曲目がある。曲は浜崎のもので曲調・テンポは、日田様という融合した囃子となっている。

## 山鉾の形体

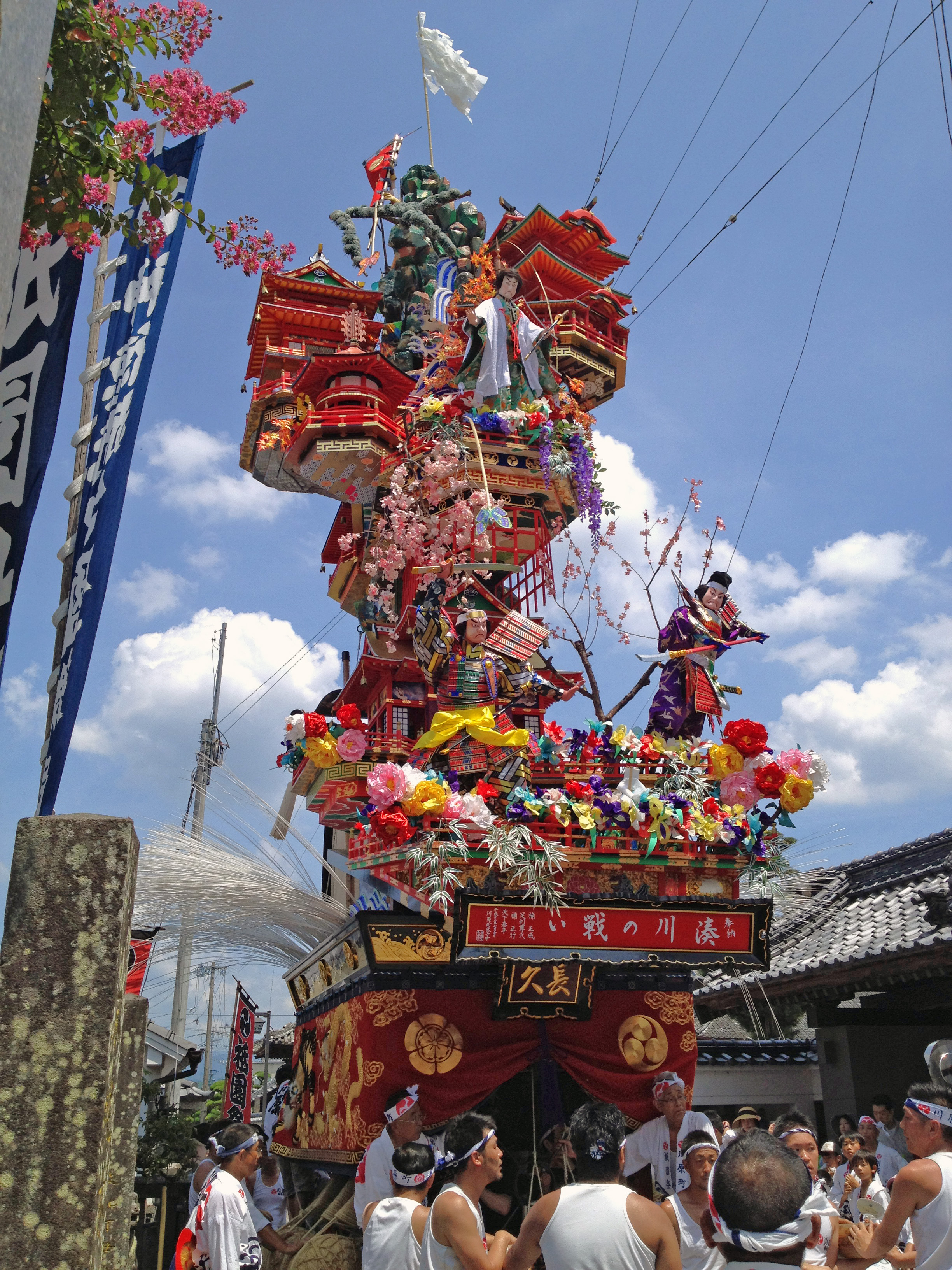
日田祇園祭の山鉾（竹田地区川原町山鉾）

博多祇園山笠の山笠と同じ岩山笠。しかし、博多祇園山笠の系統を引かない独特のもので、これと似た構造を持つものは、大分県九重町恵良、福岡県うきは市（旧吉井町）、久留米市（旧田主丸町）等の日田市の周辺にも分布している。

### 構造
山鉾の高さは、江戸時代末期には18-20メートル超に及んだとも言われ、1884年（明治17年）には高さ10.5メートルの山鉾が登場した。1901年（明治34年）に電線が張られるようになると山鉾巡行が一時中断されたが、1924年（大正13年）に高さを5-6メートルに低くして再開された。1990年（平成2年）には約11メートルのものが復活し（平成山鉾）、これ伴って電線の高架工事が実施された結果、現在、隈・竹田地区の山鉾で徐々に高さが回復し8-10mになっている。豆田町では高さが6-8mと回復の遅れがあるものの、橋越えのためのブレーキがある下町や、高さが5メートルから8メートルに変形する中城町などの個性がある。

### 飾り

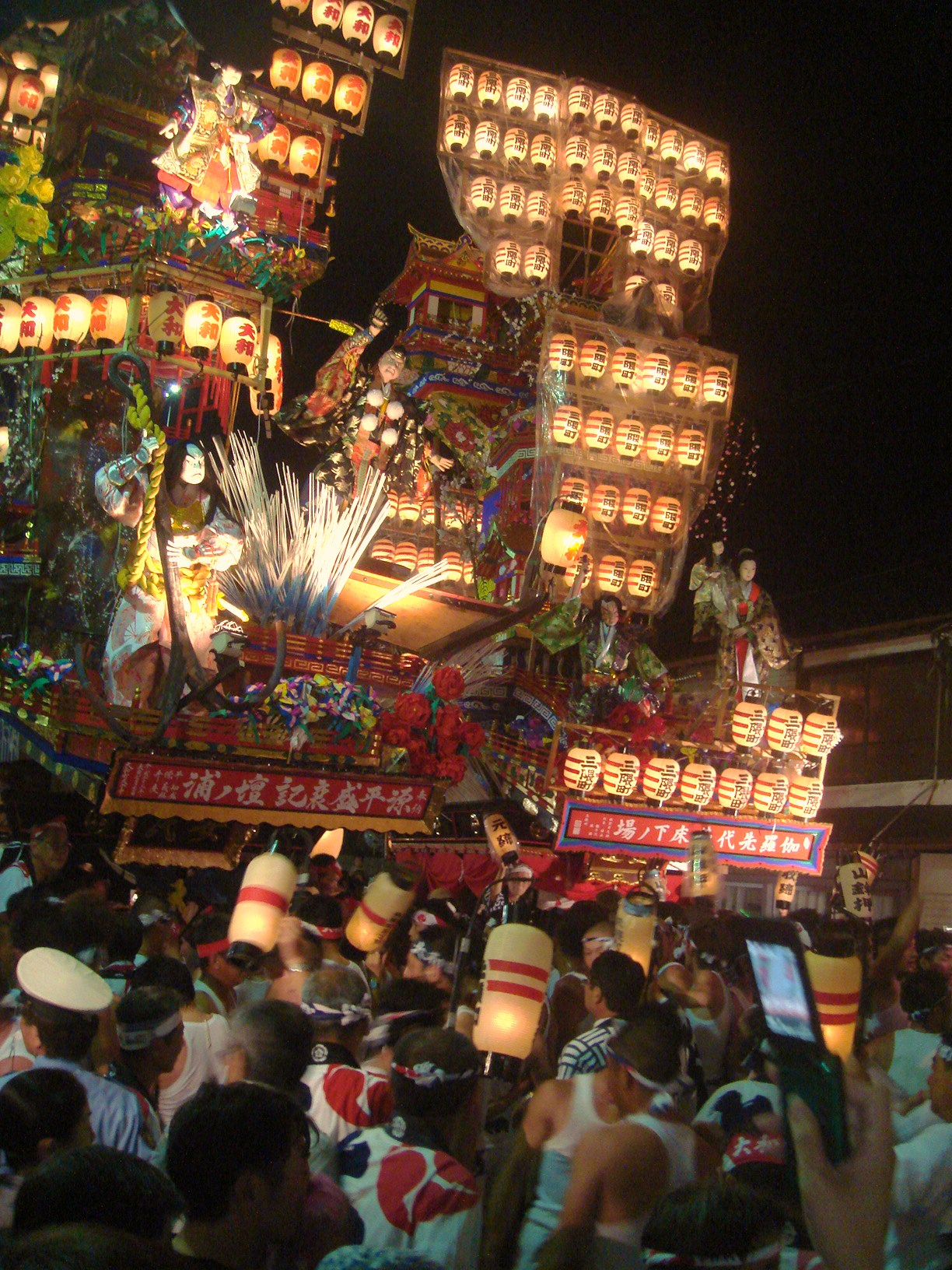
晩山の様子。山鉾は提灯で飾られている

歌舞伎の演目などをもとに華題が造られる。岩山に滝、流水、屋形、造花、人形などを左右非対称かつ立体的に配し、背後には赤い布地に伝説上の動物、人物等の刺繍を施した幕を掛け、これを「見送り幕」と呼ぶ。山鉾高欄の下には見送り幕と同じく赤地の布に刺繍を施した「水引幕」を廻らせる。両者は一対にかけるのが正式であるが、見送り幕を掛けずに巡行する場合もある。
人形師は長嶋作造であったが、2012年（平成20年）に死去したため、子息の長嶋静雄が中心となって人形製作を担当している。晩山（宵山）では、いくつもの提灯が取り付けられた山鉾が巡行される。

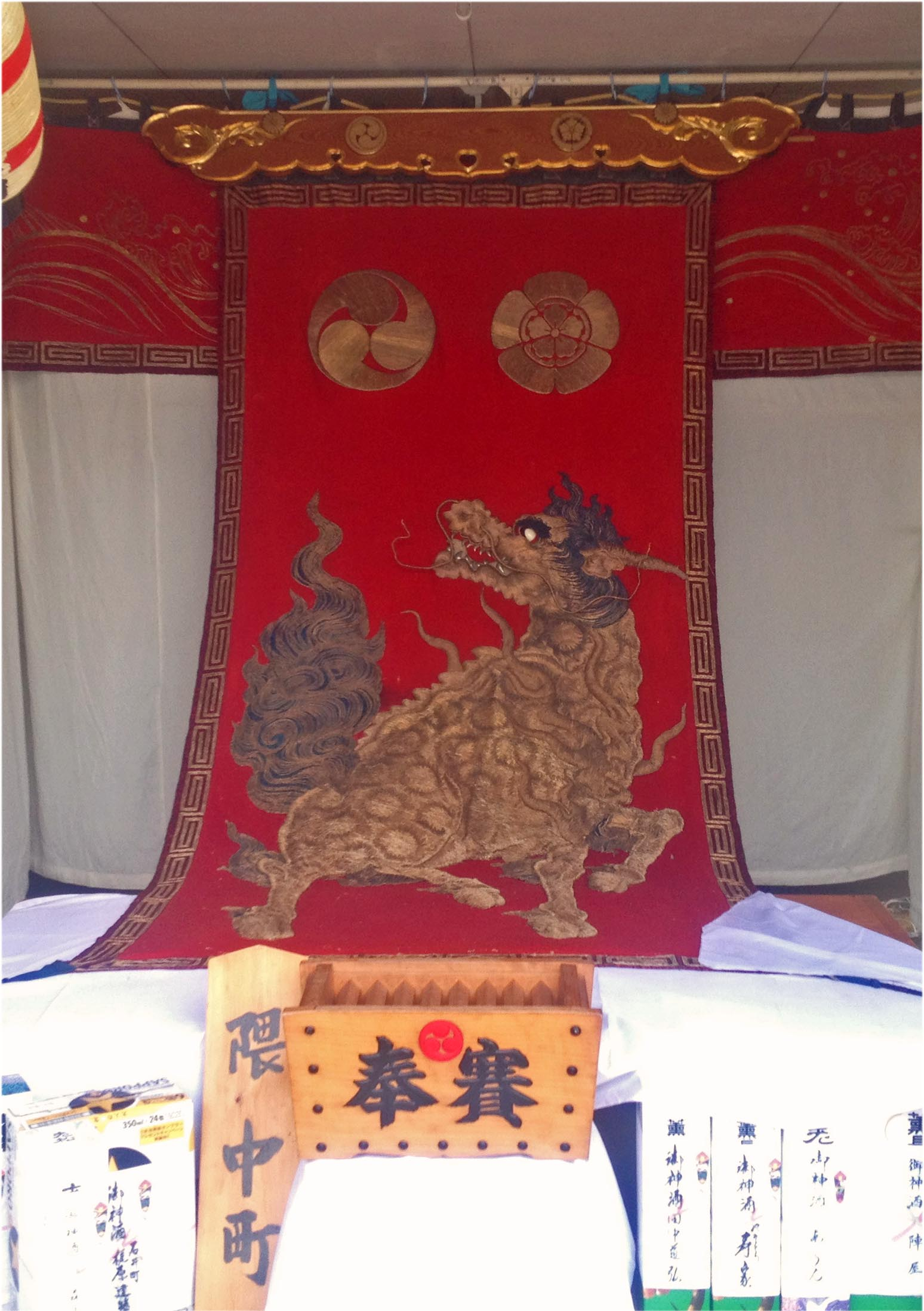
隈、中町（現・大和町に合同）見送り幕「麒麟」。背後上部の赤い布は水引幕。1869年（明治2年）の作。
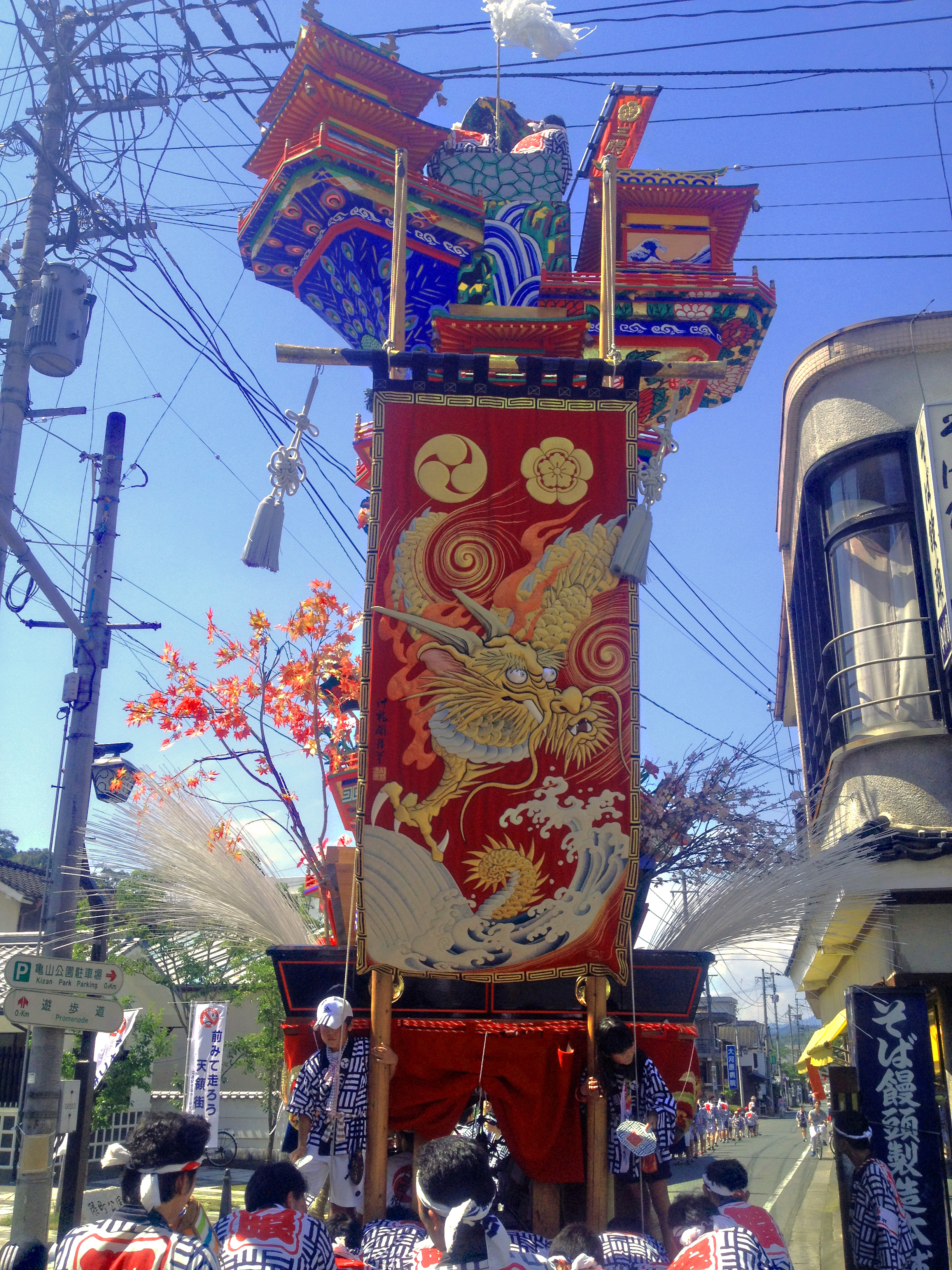
三隈町見送り幕「龍」 1985年（昭和60年）作
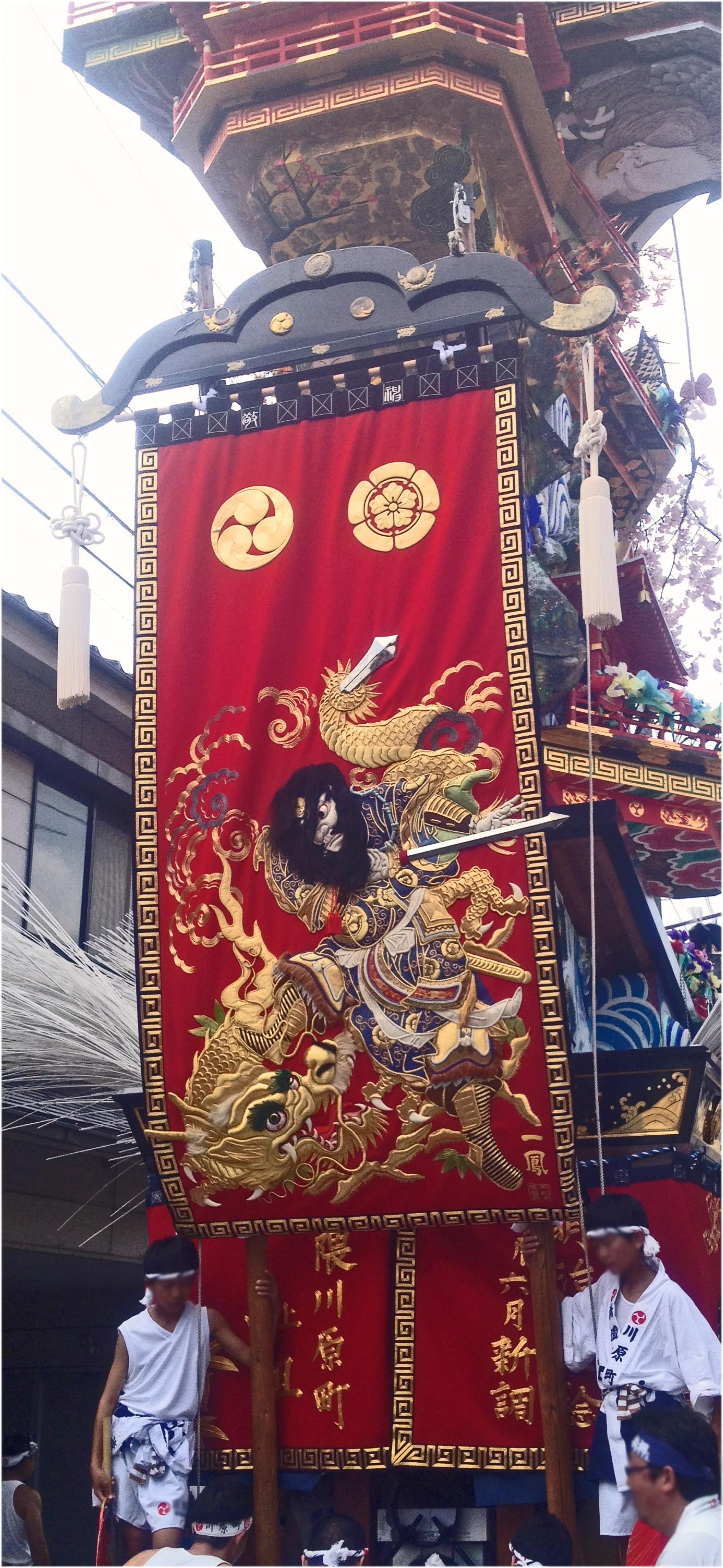
川原町見送り幕「素盞鳴尊大蛇退治」。1996年（平成8年）の作。
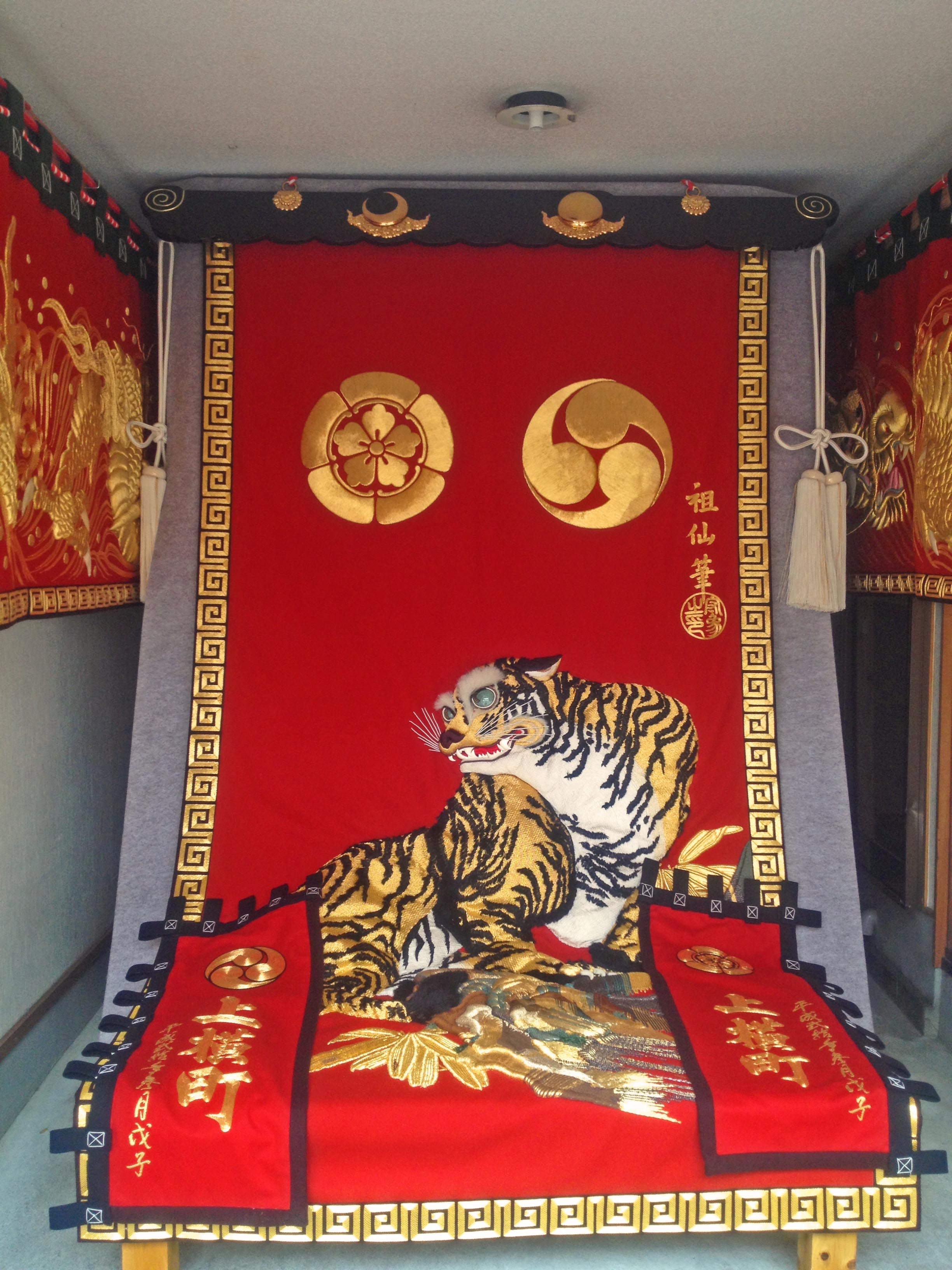
上横町（現・大和町に合同）見送り幕「虎に岩」。原画は1892年（明治25年）作、2008年（平成20年）新調。

## その他
- 日田祇園での一本締め（4拍手）を日田締め・日田式（ － の一本締め）ということがある。[要出典]
- 最終日、隈地区の晩山で行われる喧嘩山のことを正式には札ノ辻入りという。豆田地区では、橋の上で同じようなことを行う。[要出典]
- 山を持ち上げて回転することをこしきりという。腰切り・腰を切るともいい、腰を痛めないために腰を伸ばしきって担ぐという意味である。[要出典]
- 男はつらいよ 寅次郎の休日 - 1990年に公開された男はつらいよシリーズの43作目に祭の様子が出てくる。

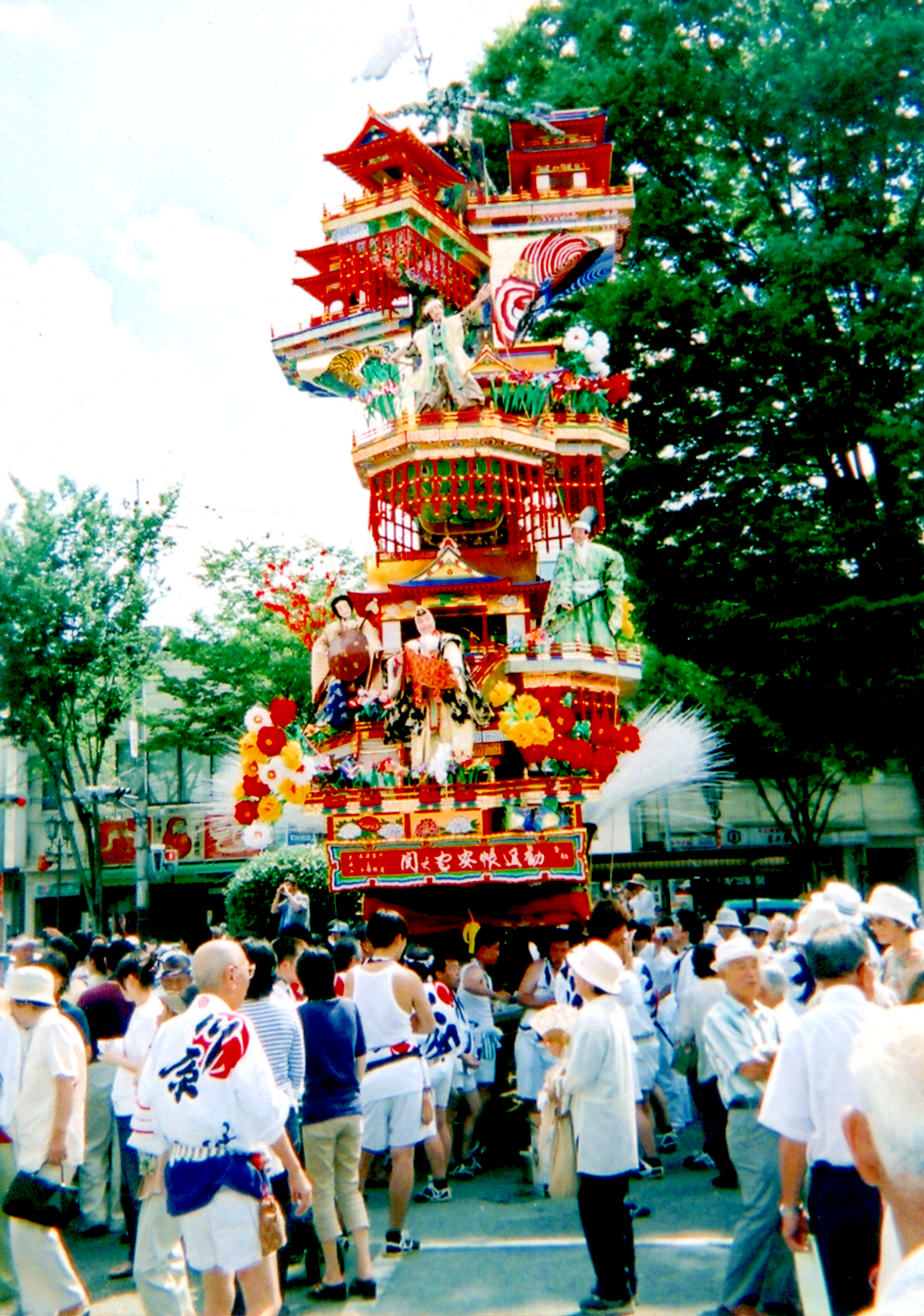
平成山鉾
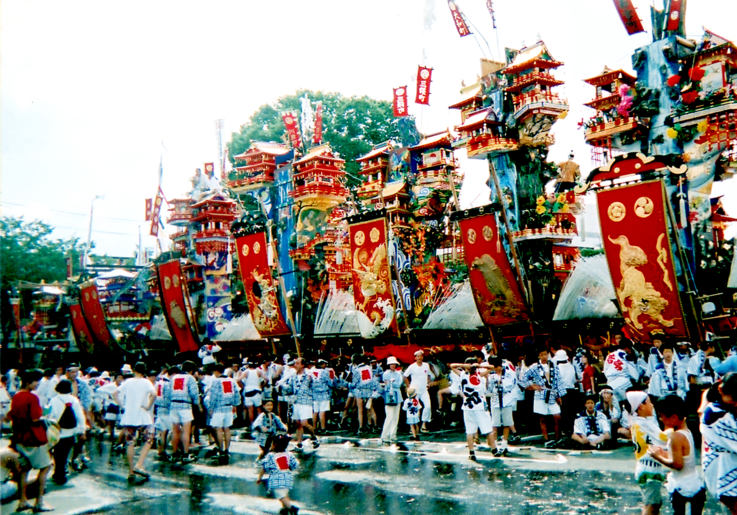
各町の見送り
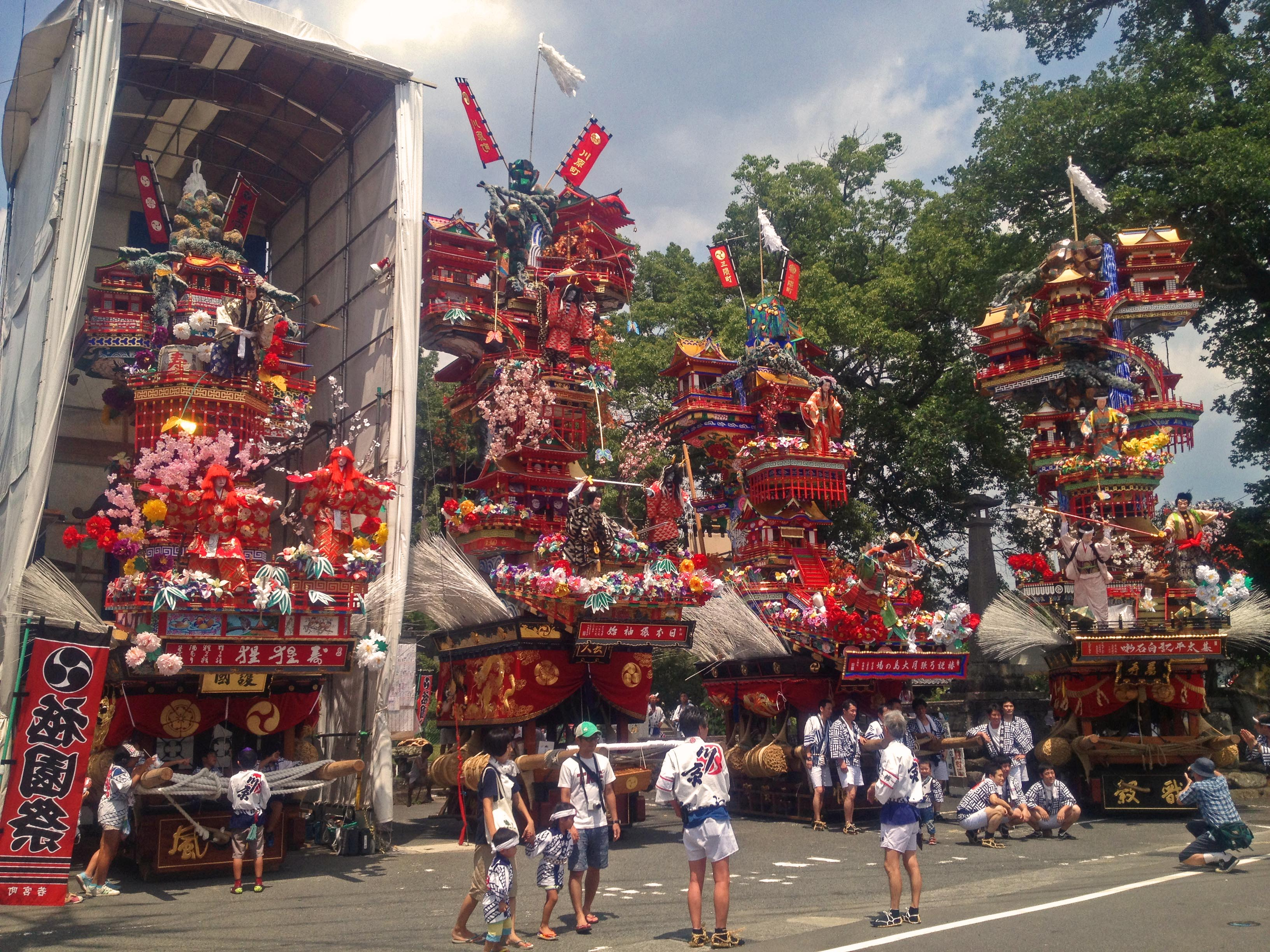
竹田若八幡宮に集合した隈・竹田地区の山鉾4基。右から大和町・三隈町・川原町。小屋に入っているのは若宮町の山鉾。